# Keteleeria fortunei
Kétéleeria de Fortune
Espèce
Statut de conservation UICN

 NT  : Quasi menacé
Keteleeria fortunei, le Kétéleeria de Fortune, est une espèce de plantes à fleurs de la famille des Pinaceae. C'est un conifère à feuillage persistant originaire de Chine. K. fortunei est une ancienne espèce relique et une plante protégée, « principalement distribuée dans la zone subtropicale sud à la zone subtropicale moyenne ».

## Description
Keteleeria fortunei atteint une hauteur de 25 à 30 m et un diamètre de tronc de 1 m à hauteur de poitrine, formant une couronne pyramidale avec des branches horizontales étalées. L'écorce est gris foncé, rugueuse et sillonnée verticalement. Les rameaux sont rouge-orange et pubescents lorsqu'ils sont jeunes, et deviennent jaune-gris ou jaune-brun au cours de leur deuxième ou troisième année. Les feuilles mesurent 1,2-3 cm de long sur 2-4 mm de large, sont raides, pointues sur les jeunes arbres et arrondies ou rarement légèrement entaillées sur les arbres matures. Elles sont vert foncé brillant sur le dessus et vert pâle sur le dessous, avec 12-17 lignes de stomates de chaque côté de la nervure centrale. Les cônes sont cylindriques, longs de 6 à 18 cm, larges de 3 à 5 cm avant l'ouverture et jusqu'à 2,5 cm après l'ouverture. Ils se dressent sur de courts pédoncules pubescents et mûrissent en octobre pour prendre une couleur brun-pourpre. Les cônes s'ouvrent à maturité pour libérer les graines, qui sont grandes et oblongues, de 1-1,3 cm de long avec une aile cunéiforme jaune-brun de 3 cm de long.

## Répartition et habitat
Ce taxon se rencontre dans les pays suivants : Chine, Hong Kong, Viêt Nam. On le trouve dans les provinces de Fujian, Guangdong, Guangxi, Guizhou, Hunan, Jiangxi, Yunnan et Zhejiang. L'arbre pousse dans les collines, les montagnes et les forêts de feuillus à des altitudes comprises entre 200 et 1 400 m. La durée de vie de K. fortunei peut atteindre plus de mille ans, et la hauteur d'un arbre millénaire peut atteindre plus de 40 m. « D'un point de vue économique, K. fortunei est un trésor, et son développement et ses utilisations ont de vastes perspectives. K. fortunei a également été signalé au Vietnam, mais cela est attribué à une identification erronée de spécimens immatures de Pseudotsuga sinensis.

## Utilisations
L'arbre est cultivé comme plante ornementale dans les climats chauds, et son bois est utilisé dans la construction et l'ameublement, bien que l'espèce soit protégée par les réglementations forestières chinoises.
« Les anciens considéraient K. fortunei comme une mascotte, et il était souvent placé autour des lieux religieux et sacrificiels tels que le sanctuaire Miao et le sanctuaire ancestral, ce qui explique qu'il ait subi moins de dégâts causés par l'homme ». Bien que les forêts anciennes de K. fortunei ne soient pas faciles à voir, il y a encore des 古樹王/King of Ancient Trees dans de nombreux endroits. Par exemple, en 2018, un arbre vieux de 1 500 ans situé dans le comté de Yongtai, Fujian a été sélectionné comme le « plus bel arbre ancien de Chine » (en 2018, un total de 85 arbres ont remporté cet honneur).

## Protection
À Hong Kong, cette espèce est protégée sur la base du « Forestry Regulations Cap. 96A ».
En 1986, plusieurs chercheurs ont découvert d'anciennes souches de K. fortunei en bon état sur une superficie de plus de 3 km2 dans la baie de Shenhu, Jinjiang, Fujian. « Le diamètre maximum de la souche est de 100 cm, le minimum de 27 cm, et la profondeur de la partie enterrée sous la surface de l'eau peut atteindre 20 à 25 m. Après identification, ces souches ont plus de 27 000 ans. En 1992, cette relique naturelle rare dans le monde a été officiellement désignée par le Conseil d'État de la République populaire de Chine comme « Réserve naturelle nationale de l'ancienne forêt sous-marine de la baie de Shenhu, en Chine », qui protège également un paléo-récif d'huîtres relictuel datant de 9 000 à 25 000 ans à côté de cette ancienne forêt sous-marine. Cette réserve naturelle est d'une grande valeur pour l'étude de la paléogéographie, des paléoplantes, de la paléoclimatologie, etc. dans la zone maritime proche de la baie de Shenhu.
Outre les vestiges de l'ancienne forêt sous-marine de la baie de Shenhu, les reliques de K. fortunei ont également été découvertes dans d'autres endroits, comme un fossile datant d'environ 70 millions d'années mis au jour près de Xinyang et de Luoshan dans le Henan, une lamelle de bambou et de bois de la dynastie des Zhou mise au jour à Shashi, Hubei, et une tige en bois vieille de 9 300 ans mise au jour à Wuhan, Hubei.

## Systématique
Le nom correct complet (avec auteur) de ce taxon est Keteleeria fortunei (A.Murray bis) Carrière.
L'espèce a été initialement classée dans le genre Picea sous le basionyme Picea fortunei A.Murray bis.
Ce taxon porte en français le nom vernaculaire ou normalisé suivant : Kétéleeria de Fortune. En chinois : 油杉, (you shan)
Keteleeria fortunei a pour synonymes :
- Abies fortunei (A.Murray bis) A.Murray bis
- Abies jezoensis Lindl. & Paxt.
- Abietia fortunei (A.Murray bis) A.H.Kent
- Keteleeria cyclolepis Flous
- Keteleeria fortunei subsp. cyclolepis (Flous) Silba
- Keteleeria fortunei subsp. oblonga (W.C.Cheng & L.K.Fu) Silba
- Keteleeria fortunei var. cyclolepis (Flous) Silba
- Keteleeria fortunei var. fortunei
- Keteleeria fortunei var. oblonga (W.C.Cheng & L.K.Fu) L.K.Fu & Nan Li
- Keteleeria oblonga W.C.Cheng & L.K.Fu
- Picea fortunei A.Murray bis
- Pinus fortunei (A.Murray bis) Parl.
- Pseudotsuga fortunei (A.Murray bis) W.R.McNab
- Pseudotsuga jezoensis (Siebold & Zucc.) W.R.McNab

### Étymologie
Son épithète spécifique, fortunei, ainsi que son nom vernaculaire, « de Fortune », lui ont été donnés en l'honneur du botaniste écossais Robert Fortune  (1812-1880), qui a découvert cet arbre en 1844.